# Учимура Канцо
Учимура Канцо (на японски: 内村 鑑三; на английски: Uchimura Kanzo) е японски писател на произведения в жанра публицистика, смятан за най-известната японска пацифистка личност от преди Втората световна война. Той е християнин-евангелист и основател на християнското духовно движение (Mukyokai) в Япония.

## Ранен живот
Учимура Канцо е роден в Токио и се изявява като талантливо дете още в най-ранната си възраст, започвайки да изучава английски език на 11-годишна възраст. През 1877 г. той е приет в селскостопанския колеж „Sapporo“ (Hokkaido University), където основният език на обучение е английският. При пристигането си в колежа Учимура Канцо се запознава с Уилям С. Кларк, учител, който преподава селскостопански технологии, но е и християнски мисионер. Той представял своите възгледи на учениците си в християнската вяра чрез организиране на библейски часове. Така всички негови ученици прегърнали идеята за „Завета на вярващите в Исус“, като се ангажирали да продължат да изучават Библията и да правят всичко възможно, за да живеят морален християнски живот. Учителят Уилям С. Кларк се завръща в Съединените щати след една година, но Учимура Канцо усеща неговото влияние в малката група на завета, оставена зад гърба му.
Под силния натиск от неговите връстници той получава своето кръщение на методистки мисионер още в първата си година в колежа „Sapporo“ (Hokkaido University) на 16-годишна възраст през 1878 година. Неудовлетворението от мисионерската църква обаче кара Учимура Канцо и неговите японски поддръжници да създадат независима църква в „Sapporo“. Това негово новаторско начинание се оказва предшественик на християнското движението „Nonchurch Movement“. Чрез преподаването и примера на Уилям С. Кларк тази малка групичка от неговите последователи се надяват, че биха могли да практикуват и да живеят автентичен живот във вяра, без да зависят от религиозни институции или от професионалното духовенство.

## Литературна биография
Учимура Канцо заминава за Съединените щати след кратък и нещастен първи брак през 1884 година. След пристигането си в Пенсилвания той се запознава и сприятелява с Уестър Морис и съпругата му, които му е помагат да си намери работа в „Elwyn Institutes“. След осем месеца на стресиращата за него работа в „Elwyn Institutes“ Учимура Канцо подава оставка и заминава за Нова Англия, като се установява в Amherst College през септември 1885 г. Юлиус Хаули Сейли, който е президент на „Amherst College“, става негов духовен наставник и го насърчава да присъства на Хартфордската теологична семинария (Hartford Theological Seminary).
След завършването на втората си бакалавърска степен в университета „Amherst College“, той се записва в семинарията в Хартфорд, но се отказва след само един семестър, разочарован от богословското образование. Учимура Канцо се завръща в Япония през 1888 година и работи като учител, но е уволнен заради безкомпромисната си позиция спрямо властите и чуждестранните мисионерски органи, контролиращи училищата. Този факт става известен след негов инцидентен отказ да се поклони на портрета на император „Meiji“ по време на официална церемония, проведена в Токийския имперски университет.
Осъзнавайки, че религиозните му убеждения са несъвместими с преподавателска кариера, той се обръща към писането и става старши редактор на популярния вестник „Yorozu Chōhō“. Славата на Учимура Канцо като популярен писател достига своя апогей, когато той пише серия от остри критики срещу индустриалният концерн „Ichibei Furukawa“ по време на един от първите случаи на индустриално замърсяване в Япония, засягаща мина „Ashuru Copper Mine“ на „Ichibei Furukawa“.
Кариерата на Учимура Канцо като журналист също бива възпрепятствана благодарение на неговите опозиционни пацифистки възгледи. До голяма степен това е в резултат на явен конфликт в колоните на вестниците с редакционните мнения на официалния печат относно руско-японската война. Той започва да издава и да продава собственото си месечно списание „Tokyo Zasshi“, а по-късно и „Seisho no Kenkyu“, беседвайки с много хора в центъра на Токио в лекции, основани на Библията. Не след дълго, след като Учимура Канцо основава християнското духовно движение (Mukyokai), той привлича много ученици в Токио, които по-късно стават влиятелни фигури в академията, индустрията и литературата.
Неговите „пророчески“ възгледи за религията, науката, политиката и социалните въпроси стават влиятелни отвъд малката му група последователи. Литературните му публикации на английски език „Japan and the Japanese“ (1894) и „How I became a Christian“ (1895) отразяват неговата борба за развитие на японската форма на християнство. До края на живота си Учимура Канцо става известен в цял свят, а литературните му произведения, издадени на английски език, са преведени на много други езици. След смъртта репутацията на Учимура Канцо нараства неимоверно, обуславяно от болшинството
негови последователи, които успяват да произведат огромно количество литература. 